# Shrewsbury (Misuri)
Shrewsbury es una ciudad ubicada en el condado de San Luis en el estado estadounidense de Misuri. En el Censo de 2010 tenía una población de 6254 habitantes y una densidad poblacional de 1.688,59 personas por km².

## Geografía
Shrewsbury se encuentra ubicada en las coordenadas 38°35′12″N 90°19′41″O / 38.58667, -90.32806. Según la Oficina del Censo de los Estados Unidos, Shrewsbury tiene una superficie total de 3.7 km², de la cual 3.7 km² corresponden a tierra firme y (0%) 0 km² es agua.

## Demografía
Según el censo de 2010, había 6254 personas residiendo en Shrewsbury. La densidad de población era de 1.688,59 hab./km². De los 6254 habitantes, Shrewsbury estaba compuesto por el 90.42% blancos, el 3.61% eran afroamericanos, el 0.16% eran amerindios, el 3.89% eran asiáticos, el 0.02% eran isleños del Pacífico, el 0.51% eran de otras razas y el 1.39% pertenecían a dos o más razas. Del total de la población el 2.33% eran hispanos o latinos de cualquier raza.